# 케니 테테
케니 요엘레 테테(네덜란드어: Kenny Joelle Tete, 1995년 10월 9일 ~ )는 네덜란드의 축구 선수로, 현재 잉글랜드 프리미어리그의 풀럼 FC 소속이다. 포지션은 라이트 백이다.